# Satu Nou (gmina Urechești)
Satu Nou – wieś w Rumunii, w okręgu Bacău, w gminie Urechești. W 2011 roku liczyła 309 mieszkańców.